# En vivo Tu Dama de Hierro
En vivo Tu dama de hierro es un noveno álbum en total, sexto y último con Ariola, y primer disco en vivo de la  cantante mexicano-estadounidense Marisela grabado en 1999.
En vivo Tu dama de hierro es el primer álbum grabado en vivo de Marisela, recopilando las 17 canciones que más han marcado su historia en la música, desde el álbum Sin él hasta el álbum Voz y sentimiento, y así alistando su carrera para el nuevo milenio, reencontrándose con su público.

## Lista de canciones
1. Intro 1:52
2. Enamorada y herida 3:03 (Xavier Santos)
3. Cariño mio, amigo mio 4:35 (Aníbal Pastor)
4. Mi problema 3:02 (Aníbal Pastor)
5. Completamente tuya/Sola con mi soledad/Si alguna vez 5:55 (Xavier Santos/Aníbal Pastor/Roberto Bellester)
6. Tu dama de hierro 3:57 (Aníbal Pastor)
7. Porque tengo ganas 4:16 (Aníbal Pastor)
8. Y se que vas a llorar 2:34 (Carlos María)
9. Sin el 4:24 (Marco Antonio Solís)
10. Vete con ella/Si no te hubieras ido/No puedo olvidarlo 7:55 (Marco Antonio Solís)
11. El chico aquel 4:13 (Marco Antonio Solís)
12. Un amor en el olvido 3:47 (Víctor Franco)
13. Muriendo de amor 4:25 (Xavier Santos)
14. Decidete 4:01 (Marisela)
15. Ya lo pagaras 3:35 (José Aguiñada)
16. Y voy a ser feliz 3:50 (Xavier Santos)
17. Ya no 4:37 (Barbara George)

## Curiosidades
Se cree que algunas de las frases dichas por Marisela en el transcurso de este álbum-concierto son indirectas para Marco Antonio Solís, quien fue su mentor y novio algún tiempo en los años ochenta; pero no se ha confirmado del todo esta versión.
- Datos: Q5832215